# 中国化学奥林匹克竞赛
中国化学奥林匹克竞赛（Chinese Chemistry Olympiad, CChO），原名“全国高中学生化学竞赛”，是中国化学会主办的学科竞赛，始于1984年。2013年，“全国高中学生化学竞赛”改名为“中国化学奥林匹克竞赛”。

## 简介
中国化学奥林匹克竞赛由两个阶段组成：中国化学奥林匹克（初赛），简称国初；中国化学奥林匹克（决赛），简称国决。
初赛在每年九月中旬举办（2014年起提前至8月末），形式为笔试（3小时），是全国统一时间在各省分赛区同时进行的，参赛者只能为在校普通高中学生。
决赛在初赛后一年春节举办冬令营进行（2012年起提前为上一年的11月末12月初），形式为“理论竞赛”（4小时）和“实验竞赛”（4-5小时），理论和实验的分数比为7:3（2017年以前为3:2）。决赛选手从初赛一等奖获得者中选拔产生。如果上一年获国际化学奥林匹克竞赛奖的学生所在省、市、自治区增加一个名额；当年承办决赛的省（直辖市、自治区）增加两个名额。
参加初赛的选手获一等奖的比率不超过1%，可直接获得大学保送资格（2010年宣布取消，从2011年高中入学新生开始实施）。
决赛设一、二、三等奖，其中一等奖不超过总参赛人数的30%，二等奖不超过40%，总分达不到25%的选手只颁发参赛证书。委员会再以决赛成绩为基础，挑选各省（直辖市、自治区）的高三学生加入国家集训队培训，再经过三周的选拔，选出来自不同省（直辖市、自治区）的4名选手组成中国代表队参加国际化学奥林匹克竞赛。

## 历史
- 竞赛始于1984年。
- 1987年以后，国家在此竞赛的基础上，选拔人才参加国际化学奥林匹克竞赛，并取得优异成绩。
- 截至2003年，由此竞赛选拔出的国家队在国际化学奥林匹克竞赛上全部获奖，其中金牌44枚、银牌21枚、铜牌3枚。
- 2013年，为强化活动的“奥林匹克”内涵，与国际化学奥林匹克竞赛保持一致，“全国高中学生化学竞赛”改名为“中国化学奥林匹克竞赛”。

## 批评
中国化学奥林匹克竞赛曾多次发生泄题，例如全国高中学生化学竞赛泄题事件，严重影响了竞赛的公平性。此外，竞赛还多次出现考后成绩反复更改的情况（特别值得注意的是2014年在吉林大学发生的这次），被广泛质疑为暗箱操作。